# Dromolaxia–Meneou
Dromolaxia–Meneou (griechisch Δρομολαξιά-Μενεού) ist eine Stadtgemeinde (Δήμος Dímos) im Bezirk Larnaka im Südosten der Republik Zypern. Bei der Volkszählung im Jahr 2021 hatte die Gemeinde 6838 Einwohner. Sie entstand im November 2011 durch Zusammenschluss der beiden Orte Dromolaxia und Meneou.

## Geographie

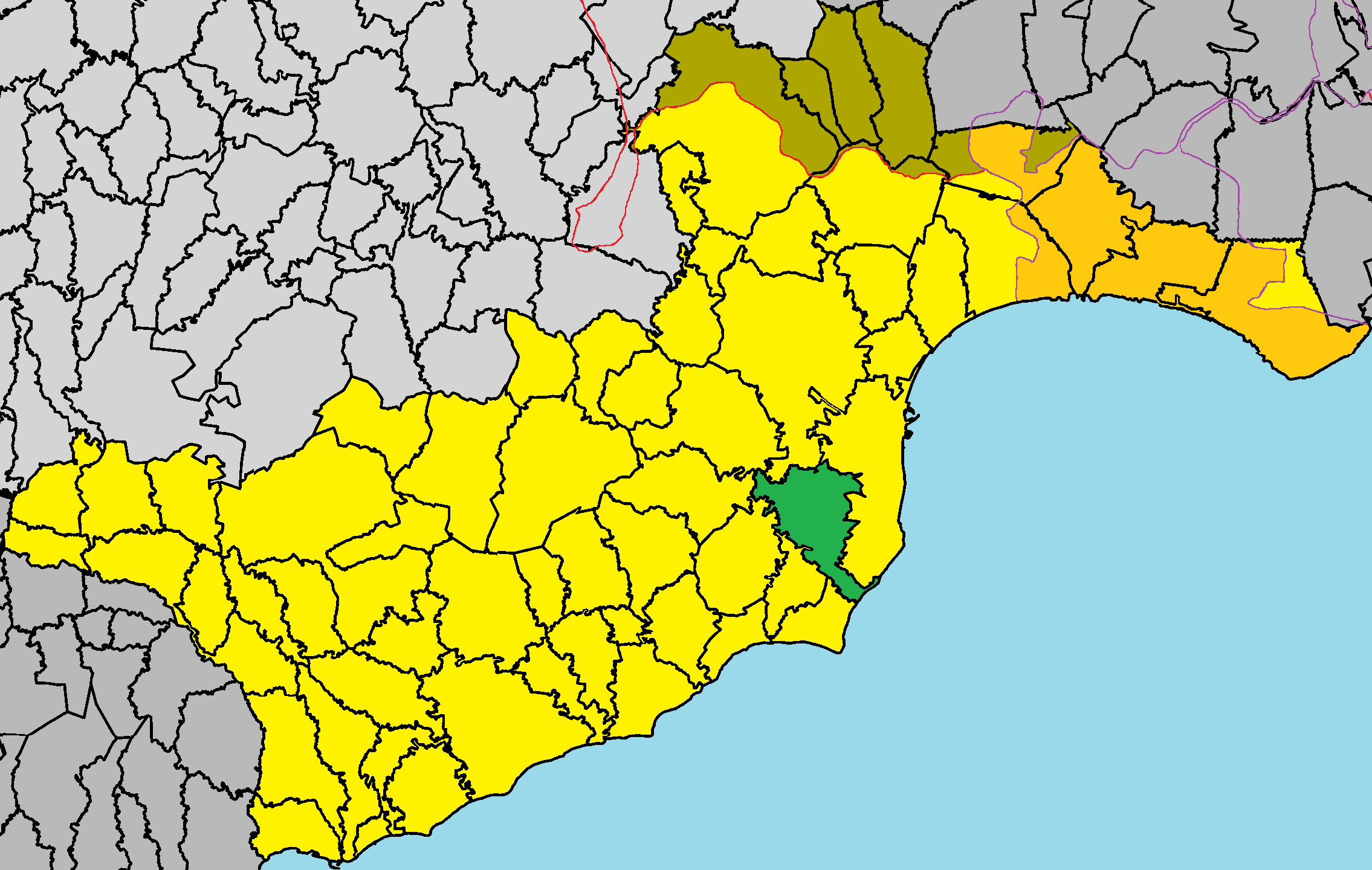
Lage im Bezirk Larnaka

Dromolaxia–Meneou liegt an der Südküste der Insel Zypern, nur etwa sechs Kilometer südsüdwestlich vom Stadtrand Larnakas entfernt. Sie Hauptstadt Nikosia befindet sich circa 40 km nordwestlich und Limassol liegt etwa 55 km südwestlich. Die Gemeinde grenzt im Uhrzeigersinn an die Städte Aradippou und Larnaka im Norden und Osten, im Süden an das Mittelmeer, im Südwesten an Pervolia, im Westen an Kiti und Tersefanou und im Nordwesten an Klavdia und Kalo Chorio.

### Gemeindegliederung
Die bis 2011 eigenständigen namensgebenden Gemeindeteile Dromolaxia und Meneou liegen dicht beisammen und waren schon vor Gründung der Gemeinde durch Bebauung miteinander verschmolzen. Das nördliche Dromolaxia war zum Zeitpunkt der Gründung der Stadtgemeinde etwas größer und besaß 5064 Einwohner zur Volkszählung 2011. Das südlich gelegene Meneou hatte 2011 1625 Einwohner.

### Verkehr
Die Gemeinde ist über die Autobahn A3 an das Inselautobahnnetz angeschlossen, worüber sich die größten Städte erreichen lassen. Die Hauptstraße B4 verbindet die Gemeinde mit Larnaka. Daneben grenzt der internationale Flughafen Larnaka direkt an die Gemeinde, dessen Landebahn nur 1,5 km östlich von Meneou endet.

## Kultur und Sehenswürdigkeiten
Östlich des Gemeindeteils Dromolaxia befindet sich die 1816 erbaute Moschee Hala Sultan Tekke, die als wichtiges Heiligtum des Islam auf Zypern gilt. Sie liegt direkt am Salzsee von Larnaka, der an die Gemeinde grenzt. Der salzhaltige See steht unter Naturschutz und gilt als wichtiges Feuchtgebiet der Insel. Er ist ein Rast- und Brutplatz für verschiedene Arten von Vögeln, sodass unter anderem Rosaflamingos und Brandgänse beobachtet werden können.